# Grupa Rewolucjonistów Mścicieli
Grupa Rewolucjonistów Mścicieli – konspiracyjna organizacja anarchistyczna działająca głównie na ziemiach Królestwa Polskiego w latach 1910–1914.

## Powstanie
Grupa Rewolucjonistów Mścicieli powstała jako reakcja na krwawy przebieg łódzkiej rewolucji 1905 i przegrany lokaut łódzki w 1907. Została oficjalnie zawiązana pod koniec 1910 z inicjatywy Józefa Piątka (byłego kierownika organizacji bojowej PPS-FR w Łodzi) i Edwarda Dłużewskiego.
Członkowie organizacji rekrutowali się w głównej mierze z niewielkich grup anarchistycznych (Grupa Rewolucjonistów Terrorystów, Grupa Anarchistyczno-Spiskowa, Grupa Syndykalistów Maksymalistów) oraz byłych działaczy Polskiej Partii Socjalistycznej, która po okresie niepokojów i walk robotniczych z początku XX wieku była według Rewolucjonistów Mścicieli bardziej zainteresowana walką narodowowyzwoleńczą niż poprawą warunków życia robotników. Wśród pierwszych działaczy znaleźli się m.in.: Józef "Kuternoga" Banaszczyk, Jakub "Wacław" Drynia, Andrzej Jach, Aleksandra "Helenka" Jaszke, Stanisław Niednarkiewicz czy Stefan Dębski.

## Działalność
Pierwszą znaną akcją Rewolucyjnych Mścicieli było zabicie dwóch strażników ziemskich, Gustawa Wende i Fiodora Jurczenkę, którzy wcześniej mieli dopuszczać się wielu szantaży na mieszkańcach Radogoszcza. Zamach przeprowadzono 2 listopada 1910 przy szosie prowadzącej w stronę Zgierza. Józef Piątek oraz Edward Dłużewski podeszli od tył do strażników i oddali w ich stronę po jednym strzale, a następnie jeszcze kilka razy do leżących ciał. Po tym położyli na zabitych kartkę z nazwą grupy i spokojnie odeszli.
Przez okres prawie czteroletniej działalności, Grupa Rewolucjonistów Mścicieli posiadała oddziały bojowe w Łodzi, Częstochowie (gdzie za założenie oddziału odpowiedzialna była Aleksandra "Helenka" Jaszke), Warszawie, Krakowie, Radomiu, Kielcach, Sosnowcu, Będzinie, Ostrowie, Kaliszu, Żyrardowie i Zgierzu. Przez organizację przewinęło się blisko 400 osób, a sama grupa odpowiedzialna była za liczne napady i zamachy na przedstawicieli władz carskich oraz burżuazji. Zrabowane pieniądze były rozdzielane według potrzeb pomiędzy działaczy oraz ich rodziny, ale również przeznaczane na pomoc skazanym działaczom, ich rodzinom, jak również rodzinom zabitych i innym robotnikom. Część kwoty przekazywano również na bieżące działania grupy, jak np. zakup broni czy amunicji.
Do najbardziej znanych akcji rabunkowych dokonanych przez Rewolucyjnych Mścicieli można zaliczyć:
- 7 grudnia 1910  – napad na kasę towarową stacji Pabianice. Był to pierwszy napad, w czasie którego grupa zostawiła "pokwitowanie" ze swoją pieczęcią (skradziono 6975 rubli)
- 29 marca 1911 – napad na pociąg jadący z Radomska
- 5 sierpnia 1911 – napad na kasjera niedaleko stacji Złoty Potok (skradziono 1500 rubli)
- 7 lipca 1911 – napad na fabrykanta Genina na Rudzie Pabianickiej (skradziono 4200 rubli)
- 12 grudnia 1911 – napad na pociąg pod Rogowem (skradziono 17 252 rubli)
- 6 marca 1912 – napad na urząd pocztowy w Rędzinach
- 31 marca 1912 – napad na urząd gminy w Olsztynie (skradziono 1049 rubli)
- 12 sierpnia 1912 – napad na urząd gminy w Miedzynie (skradziono 349 rubli i 43 niewypisane druki paszportowe)
- czerwiec 1913 – seria napadów na bogatych kupców w okolicach Warszawy

Organizacja była odpowiedzialna za dokonanie co najmniej 80 zabójstw, których ofiarami byli najczęściej przedstawiciele burżuazji, władz carskich (w tym wojskowi, policjanci czy agenci Ochrany), jak i również donosiciele czy zdrajcy.

### Śmierć Edwarda Dłużewskiego
15 kwietnia 1911 Dłużewski wraz z trzema innymi Mścicielami powrócili z prowincji, gdzie dokonali kilku udanych napadów, i szukali w Łodzi schronienia. Ze względu, że byli poszukiwani przez policję, nie mogli wrócić do swoich mieszkań. Spotkali tamtego dnia znajomego – Feliksa Pastusiaka, który zaprowadził ich do domu Wacława Brzeziny przy ul. Widzewskiej 151. Wacław, który pracował jako księgowy w fabryce Markusa Silbersteina zgodził się na udzielenie bojowcom schronienia. W pewnym momencie, pod pretekstem zakupu alkoholu wyszedł z domu. Nie udał się jednak do sklepu, ale powozem pojechał do najbliższego cyrkułu, gdzie poinformował policjantów o obecności w swoim domu Rewolucyjnych Mścicieli. Organy ścigania oferowały w tamtym czasie kwotę 500 rubli za pomoc w schwytaniu anarchistów.
W niedługim czasie dom przy ul. Widzewskiej zostaje otoczony przez policję. Przebywający w środku bojowcy zaczynają ostrzał klatki schodowej, na którą próbowali dostać się funkcjonariusze. W budynku znajdują się cały czas inni mieszkańcy, a w samym mieszkaniu Brzezińskiego jego żona oraz dzieci. Wszyscy zostają jednak wypuszczeni przez anarchistów, co daje policji możliwość podpalenia budynku. Przed świtem zostaje on oblany naftą i podpalony. Mściciele jednak nie przerywają ostrzału, a w pewnym momencie z budynku wybiega osoba. Celując w stronę funkcjonariuszy oddaje strzały, ale zostaje szybko postrzelona. Okazało się, że był to jeden z anarchistów – Stefan Słabosz. Zmarł parę godzin później w szpitalu. Kiedy pytano się go, czemu zostawił swoich towarzyszy, miał odpowiedzieć: "Dłużewski pytał, czy który z nas pragnie uciekać, on bowiem do takiego życia nie ma po co wracać."
Podpalony budynek niemalże całkowicie spłonął. Po przeszukaniu przez policję zgliszczy, znaleziono trzy zwęglone ciała. Początkowo zakładano, że anarchiści popełnili samobójstwo, ale po szczegółowych badaniach zwłok stwierdzono, że spłonęli oni żywcem. Poza Edwardem Dłużewskim oraz Stefanem Słaboszem, tamtego dnia zginęli jeszcze Julian Jeszke oraz Edward Jach.

### Śmierć Jakuba Dryni
2 listopada 1911 przy ul. Piotrkowskiej 49 w Łodzi patrol policji natknął się na trójkę mężczyzn będących członkami Grupy Rewolucjonistów Mścicieli, z których jednym był Jakub Drynia. Rozpoczęła się kilkuminutowa wymiana ognia, w wyniku której zraniono paru przypadkowych przechodniów. Anarchiści zaczęli uciekać. Drynia po drodze wbiegł do bramy kamienicy przy ul. Zielonej 6 i schronił się na dachu. W niedługim czasie przed budynek przyjechał oddział policji dowodzony przez pułkownika Riczanowa. Pomocnik komisarza, czterej policjanci i dwaj agenci policji śledczej weszli do lewej oficyny i dostali się na trzecie piętro. Stamtąd rozpoczęli ostrzał strychu, ale w wyniku silnego ognia i ran zmuszeni byli ukryć się w jednym z mieszkań, z którego nie mogli się potem wydostać. Nie mogąc zastrzelić Dryni, rozważała kilka pomysłów rozwiązania problemu: podpalenia dachu, wylania środków chemicznych czy zalania domu wodą. Ze względu jednak na zbyt duże niebezpieczeństwo dla pobliskich budynków, żadna z tych możliwości nie mogła być zrealizowana.
Około godz. 18 strzały ustały, a policja otoczyła cały teren, zajmując okoliczne kamienice. Miało to zablokować Dryni wszelkie drogi ucieczki. Około godz. 2:30 wysłano dziesięciu funkcjonariuszy na dach kamienicy przy ul. Piotrkowskiej 51. Zaczęli oni ostrzeliwać dach budynku przy ul. Zielonej. Nie przyniosło to jednak żadnego efektu. O godz. 10 rano zaczęto ostrzał z kamienic przy ul. Zielonej 3 i 5, a koło południa oddano kilkanaście salw z kartaczownic. Anarchista jednak cały czas ukrywał się na dachu. Wieczorem odpalono materiały wybuchowe na klatce prowadzącej na strych. Okazały się one jednak zbyt słabe i nie przyniosły spodziewanego efektu.
Do rana następnego dnia wymiana ognia była sporadyczna, aż w końcu strzały z kamienicy przy ul. Zielonej 6 zupełnie ucichły. Ośmieleni tym policjanci weszli na poddasze kamienicy. Znaleźli tam zwłoki Jakuba Dryni, który popełnił samobójstwo. Ubrany był w szare palto i ciemny garnitur, na rękach miał rękawiczki, a na nosie binokle.
Według Adriana Sekury, badającego losy Grupy Rewolucjonistów Mścicieli, informacje dotyczące śmierci Jakuba Dryni nie są do końca jasne. Niektóre wskazują na to, że zastrzelił on jednego z policjantów, którzy próbowali się zakraść do kamienicy. Następnie przebrał się w jego ubranie i wymknął się z budynku. Policja znajdując martwego mężczyznę, uznała go za ściganego Mściciela i wystawiła ciało na widok publiczny. Martwego policjanta miała rozpoznać jego żona, której jednak zapłacono, aby nic nie mówiła i starano się całą sprawę zatuszować.

### Zabójstwo Mariusza Bojemskiego
Jednym z głośniejszych zabójstw dokonanych przez Mścicieli było postrzelenie dyrektora Huty Częstochowa, Mariusza Bojemskiego. 21 czerwca 1912 wracający z konnej wycieczki Bojemski został na Bugaju zaatakowany przez trzech ukrywających się w zbożu napastników: Mikołaja Paska, Stanisława Donela oraz Józefa Kozioła. Oddali oni kilkanaście strzałów z rewolwerów. Pięciokrotnie trafiony, ciężko ranny Bojemski został przewieziony do zakładowego szpitala, gdzie zmarł tego samego dnia.

## Organizacja
Grupa w swoim programie wykluczała istnienie jakichkolwiek przywódców. Wyjątek stanowił wybrany na czas akcji dowódca, który po jej zakończeniu nie sprawował już funkcji. Najważniejszym organem było Ogólne Zebranie Członków, na którym poprzez głosowanie podejmowano decyzje związane ze sprawami organizacyjnymi i politycznymi. Każdy członek miał takie samo prawo głosu. Zebranie wybierało również Zarząd, który zajmował się wykonywaniem podjętych uchwał.
W przypadku złamania przez członka organizacji statutu o jego ukaraniu decydował Sąd Organizacyjny. Każdy nowa osoba w Grupie Rewolucjonistów Mścicieli miała obowiązek brania udziału, w razie potrzeby, we wszystkich organizowanych akcjach terrorystycznych oraz rabunkowych. W przypadku nie przybycia na miejsce akcji bez wcześniejszego powiadomienia, takiemu członkowi groziła kara śmierci. Egzekucję wykonywano również na dezerterach, zabójcach niewinnych ludzi oraz osobach odpowiedzialnych za sprzeniewierzenie pieniędzy z kasy organizacji.
Duże znaczenie w organizacji miało przywiązanie do siebie członków, o czym mówi fragment programu: "Członków naszej Organizacji ma łączyć braterstwo, pełne uczucie serdeczności i wzajemnego popierania się oraz wzajemna nieodzowna obrona w akcji, nieporzucanie rannych na miejscu akcji, a także niesienie pomocy tym towarzyszom, którzy schwytani-osadzenia zostali w więzieniach, przede wszystkim podjąć starania o ich uwolnienie." Pomoc ze strony organizacji obejmowała również rodziny zabitych bądź aresztowanych członków.
Nowi członkowie byli organizowani i formowani w tzw. "piątki", czyli pięcioosobowe grupy. Miało to ograniczać możliwość dekonspiracji innych członków w razie zdrady. Każdy z bojowników był zaopatrzony w pistolet produkcji Mauser oraz Browning. Dostarczeniem broni zajmowała się Organizacja Techniczna, stanowiąca komórkę organizacyjną grupy.

## Światopogląd
Grupa określała siebie jako "terrorystyczną, polityczno-ekonomiczną", a jej celem miała być "walka o wolność klasy robotniczej spod jarzma burżuazyjnego i rządowego." Organizacja odcinała się od walki niepodległościowej, uznając jakiekolwiek istnienie państwa za równoznaczne z wyzyskiem. Przy czym, domagała się jednocześnie istnienia szerokiej "autonomii politycznej i kulturalnej z podziałem dóbr narodowych pomiędzy wszystkich ludzi pracy". Można powiedzieć, że ideologia grupy zbliżona była do poglądów Jana Wacława Machajskiego (antyinteligenckiego ruchu odrzucającego partie polityczne, skupiającego się na walce ekonomicznej) oraz anarchokomunistów i anarchosyndykalistów. Jako narzędzie do osiągnięcia swoich celów Grupa Rewolucjonistów Mścicieli stosowała walkę zbrojną i ekspropriację.
Ważną podstawę ideologiczną dla członków grupy stanowiła napisana przez Józefa Piątka Odezwa Rewolucyjnych Mścicieli, w której poddawał on krytyce nie tylko kapitalizm i władzę państwową, ale również system rządów parlamentarny, w tym wszelkie partie, które miały stanowić jego część. Znane stały się pierwsze słowa odezwy:

Tylko ten doczeka dnia wolności,

Kto z własnej woli jest wolny.

Tylko przemocą osiąga się

Królestwo Niebieskie.

Robotnicy fabryczni i chłopi!

Jakiż cel naszego życia?

## Czołowi działacze Grupy Rewolucjonistów Mścicieli
- Edward Dłużewski
- Józef Piątek
- Leon Banaszczyk
- Jan Kozłowski
- Jakub Drynia
- Michał Zakrzewski
- Andrzej Jach